# Interpolación (música popular)

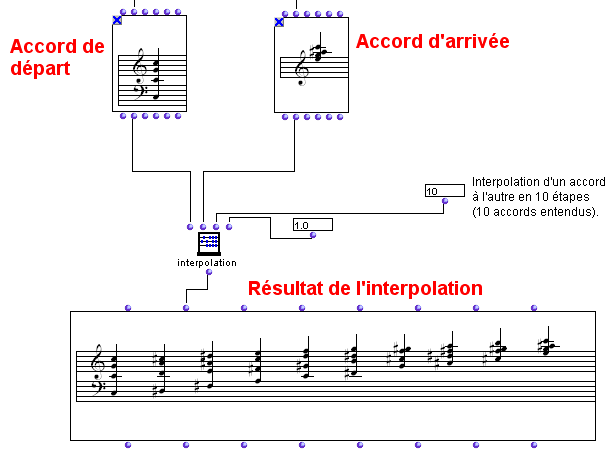
Diagrama de una interpolación de acordes utilizando el software Openmusic.

En la música popular, la interpolación (también llamada muestra repetida) se refiere a usar una melodía -o porciones de ella (a menudo con letras modificadas)- de una canción previamente grabada pero regrabando la melodía en lugar de muestrearla. La interpolación se usa a menudo cuando el artista o el sello que posee la pieza musical se niega a obtener la licencia de la muestra, o si la licencia de la pieza musical se considera demasiado costosa.

## Ejemplos de interpolacion
La interpolación prevalece en muchos géneros de música popular; un ejemplo temprano es el de The Beatles que interpolan «La Marseillaise», entre otras cuatro interpolaciones en la canción «All You Need Is Love».
Un género donde prevalece la interpolación (así como el muestreo) es la música hip hop; un ejemplo prominente es «Pastime Paradise» de Stevie Wonder, interpolado en la exitosa canción de Coolio, «Gangsta's Paradise».
Otro ejemplo, es el de Tetris 99, en donde Nintendo hizo una versión de música electrónica de Flight Of The Bumblebee, para el juego.